# Kóbor csillag
A Kóbor csillag (The Star Rover) Jack London amerikai író 1915-ben megjelent fantasztikus regénye. A könyvben egy 44 éves rab elbeszélését olvassuk, aki a siralomházban a halálra készül.
Magyarul először Vécsey Leó fordításában jelent meg 1924-ben.

## Cselekménye
„Én Darell Standing vagyok!... Nyolc évvel ezelőtt az agronómia tanára voltam a californiai egyetem földmivelésügyi kollégiumában” – kezdi írni történetét a fogoly 1913-ban a San Quentin-i fegyházban. A nyolc évből ötöt sötét magánzárkában töltött. Gyilkosságért életfogytiglanra ítélték, de nem ezért fogják pár hét múlva felakasztani, hanem mert leütött egy fegyőrt. Ráadásul alaptalanul meggyanusítják egy dinamitos lázadás szervezésével. Kínozzák, újra és újra kényszerzubbonyba csavarják, hogy elárulja, hová rejtette a nem létező dinamitot. 
Hogy úrrá legyen a kínokon, a falon át kopogással megszerzi rabtársától „a letünt korokban való emlékezés” képességét. Amikor a test már halódott, akkor az öntudat „fokozatosan felszabadult, kiteljesedett, annyira, hogy egyszerre csak kilépett a testből és elhagyta a san-quentini fegyház falait is. Messzi vándorútra indult, kóborolt és mégis a régi öntudat volt.” Az elmúlt életei során tett „utazásainak” leírása a könyv nagy része. 
Először Guillaume de Sainte-Maure gróf lesz, majd egy kisgyerek vonásait veszi fel, máskor részt vesz egy karaván mészárlásában, ami a Mountain Meadows-i mészárlás néven ismert. Később holland tengerész, aki a hajó legénységével Koreába jut és feleségül veszi a koreai hercegnőt. Daniel Voss nevű hajótöröttként egy puszta szigetre vetődik, végül visszajut egész az őskorig, sőt még messzebb, „és boldogan kóborol a csillagok álomvilágában”.

## Magyarul
- A kóbor csillag. Regény; ford. Vécsey Leó; Légrády, Bp., 1924 (Külföldi írók regénytára B. sorozat)
- A kóbor csillag; ford. Kornya Zsolt; Delta Vision, Bp., 2011 (Mesterművek)
- Kóbor csillag; ford. Vécsey Leó, átdolg. Reményi József Tamás, Vértesi Klára; Kossuth, Bp., 2016